# Campionati europei di nuoto 2010 - 100 metri dorso maschili
Le qualifiche per la semifinale si svolgeranno la mattina del 9 agosto 2010, mentre la semifinale si è svolta la sera dello stesso giorno. La finale si è svolta, invece, la sera del 10 agosto 2010.

## Medaglie
| Posizione | Atleta          | Paese       |
| --------- | --------------- | ----------- |
| Oro       | Camille Lacourt | Francia     |
| Argento   | Jérémy Stravius | Francia     |
| Bronzo    | Liam Tancock    | Regno Unito |

## Record
Prima della manifestazione il record del mondo (RM), il record europeo (EU) e il record dei campionati (RC) sono i seguenti.
| Record mondiale       | 51"94 | Aaron Peirsol Stati Uniti | 8 luglio 2009 Indianapolis, Stati Uniti |
| Record europeo        | 52"11 | Camille Lacourt Francia   | 10 agosto 2010 Budapest, Ungheria       |
| Record dei campionati | 52"11 | Camille Lacourt Francia   | 10 agosto 2010 Budapest, Ungheria       |

Durante l'evento sono stati migliorati i seguenti record:
| Data      | Evento        | Atleta          | Nazione | Tempo | Record                |
| --------- | ------------- | --------------- | ------- | ----- | --------------------- |
| 9 agosto  | 5ª batteria   | Camille Lacourt | Francia | 53"27 | Record dei campionati |
| 9 agosto  | 2ª semifinale | Camille Lacourt | Francia | 52"58 | Record dei campionati |
| 10 agosto | Finale        | Camille Lacourt | Francia | 52"11 | ,                     |

## Risultati batterie
Sono ammessi alla semifinale solo due atleti per nazione.
| Pos. | Atleta                    | Nazionalità | Tempo       | Batteria    | Corsia      | Note                  |
| ---- | ------------------------- | ----------- | ----------- | ----------- | ----------- | --------------------- |
| 1    | Camille Lacourt           | Francia     | 53"27       | 5           | 4           | Record dei campionati |
| 2    | Jérémy Stravius           | Francia     | 53"87       | 4           | 4           |                       |
| 3    | Liam Tancock              | Regno Unito | 54"37       | 6           | 4           |                       |
| 4    | Vitaly Borisov            | Russia      | 54"53       | 5           | 3           |                       |
| 4    | Aschwin Wildeboer Faber   | Spagna      | 54"53       | 6           | 3           |                       |
| 6    | Aristeidis Grigoriadis    | Grecia      | 54"58       | 6           | 5           |                       |
| 7    | J"Miguel Rando Galvez     | Spagna      | 54"62       | 5           | 5           |                       |
| 8    | Nick Driebergen           | Paesi Bassi | 54"66       | 4           | 6           |                       |
| 9    | Stanislav Donets          | Russia      | 54"72       | 6           | 6           |                       |
| 9    | Arkady Vyatchanin         | Russia      | 54"72       | 6           | 1           |                       |
| 11   | Markus Rogan              | Austria     | 54"74       | 4           | 2           |                       |
| 12   | Damiano Lestingi          | Italia      | 55"01       | 1           | 6           |                       |
| 12   | Bastiaan Lijesen          | Paesi Bassi | 55"01       | 6           | 7           |                       |
| 14   | Mirco Di Tora             | Italia      | 55"18       | 4           | 5           |                       |
| 15   | Sebastiano Ranfagni       | Italia      | 55"19       | 5           | 2           |                       |
| 16   | Jonatan Kopelev           | Israele     | 55"20       | 4           | 7           |                       |
| 17   | Guy Barnea                | Israele     | 55"26       | 6           | 2           |                       |
| 18   | Mathias Gydesen           | Danimarca   | 55"38       | 4           | 3           |                       |
| 19   | Pavel Sankovič            | Bielorussia | 55"87       | 5           | 8           |                       |
| 20   | Artem Dubovskoy           | Russia      | 55"95       | 5           | 6           |                       |
| 21   | Olexandr Isakov           | Ucraina     | 56"01       | 4           | 1           |                       |
| 22   | Derya Büyükunçu           | Turchia     | 56"44       | 2           | 7           |                       |
| 23   | Adam Szilagyi             | Ungheria    | 56"58       | 6           | 8           |                       |
| 24   | Mattias Carlsson          | Svezia      | 56"59       | 4           | 8           |                       |
| 25   | Sebastian Stoss           | Austria     | 56"69       | 3           | 4           |                       |
| 26   | Radosław Kawęcki          | Polonia     | 56"73       | 5           | 1           |                       |
| 27   | Gabor Balog               | Ungheria    | 56"81       | 3           | 5           |                       |
| 28   | Itai Chammha              | Israele     | 56"95       | 3           | 3           |                       |
| 29   | Andres Olvik              | Estonia     | 57"14       | 3           | 6           |                       |
| 30   | Roko Simunic              | Croazia     | 57"19       | 3           | 1           |                       |
| 31   | Pedro Diogo Oliveira      | Portogallo  | 57"41       | 1           | 3           |                       |
| 32   | Matas Andriekus           | Lituania    | 57"43       | 3           | 2           |                       |
| 33   | Jean Francois Schneiders  | Lussemburgo | 57"79       | 3           | 7           |                       |
| 34   | Lazar Bogdanovski         | Serbia      | 57"92       | 3           | 8           |                       |
| 35   | Konstantins Blohins       | Lettonia    | 57"95       | 2           | 5           |                       |
| 36   | Daniel Skaaning           | Danimarca   | 58"36       | 2           | 4           |                       |
| 37   | Richárd Bohus             | Ungheria    | 58"39       | 2           | 3           |                       |
| 38   | Sasa Impric               | Croazia     | 58"45       | 2           | 6           |                       |
| 39   | Attila Kiraly             | Ungheria    | 58"75       | 2           | 2           |                       |
| 40   | Johan Rohtla              | Estonia     | 59"63       | 1           | 5           |                       |
| 41   | Pavels Vilcans            | Lettonia    | 1'00"80     | 1           | 4           |                       |
|      | Stefano Mauro Pizzamiglio | Italia      | non partito | non partito | non partito | non partito           |

### Spareggio
| Pos. | Atleta            | Nazionalità | Tempo | Corsia | Note |
| ---- | ----------------- | ----------- | ----- | ------ | ---- |
| 1    | Stanislav Donets  | Russia      | 53"68 | 4      |      |
| 2    | Arkady Vyatchanin | Russia      | 55"02 | 5      |      |

## Semifinali
| Pos. | Atleta                  | Nazionalità | Batteria | Corsia | Tempo | Note |
| ---- | ----------------------- | ----------- | -------- | ------ | ----- | ---- |
| 1    | Camille Lacourt         | Francia     | 2        | 4      | 52.58 | RC   |
| 2    | Jérémy Stravius         | Francia     | 1        | 4      | 53.47 |      |
| 3    | Vitaly Borisov          | Russia      | 1        | 5      | 54.23 |      |
| 4    | Aristeidis Grigoriadis  | Grecia      | 1        | 3      | 54.24 |      |
| 5    | Nick Driebergen         | Paesi Bassi | 1        | 6      | 54.34 |      |
| 6    | Aschwin Wildeboer Faber | Spagna      | 2        | 3      | 54.46 |      |
| 7    | Stanislav Donets        | Russia      | 2        | 2      | 54.50 |      |
| 8    | Markus Rogan            | Austria     | 1        | 2      | 54.51 |      |
| 9    | Liam Tancock            | Regno Unito | 2        | 5      | 54.72 |      |
| 10   | Bastiaan Lijesen        | Paesi Bassi | 1        | 7      | 54.79 |      |
| 11   | Jonatan Kopelev         | Israele     | 1        | 1      | 54.82 |      |
| 12   | J.Miguel Rando Galvez   | Spagna      | 2        | 6      | 54.86 |      |
| 13   | Mirco Di Tora           | Italia      | 2        | 1      | 55.01 |      |
| 14   | Damiano Lestingi        | Italia      | 2        | 7      | 55.05 |      |
| 15   | Mathias Gydesen         | Danimarca   | 1        | 8      | 55.11 |      |
| 16   | Guy Barnea              | Israele     | 2        | 8      | 55.39 |      |

## Finale
| Pos. | Atleta                  | Nazionalità | Corsia | Tempo | Note |
| ---- | ----------------------- | ----------- | ------ | ----- | ---- |
|      | Camille Lacourt         | Francia     | 4      | 52.11 | RE   |
|      | Jérémy Stravius         | Francia     | 5      | 53.44 |      |
|      | Liam Tancock            | Regno Unito | 8      | 53.86 |      |
| 4    | Stanislav Donets        | Russia      | 1      | 54.10 |      |
| 5    | Aristeidis Grigoriadis  | Grecia      | 6      | 54.27 |      |
| 6    | Vitaly Borisov          | Russia      | 3      | 54.34 |      |
| 7    | Aschwin Wildeboer Faber | Spagna      | 7      | 54.38 |      |
| 8    | Nick Driebergen         | Paesi Bassi | 2      | 54.40 |      |